# 尤拉克阿帕切塔山 (阿雷基帕大區)
15°59′20″S 71°43′29″W / 15.98889°S 71.72472°W
尤拉克阿帕切塔山（Yurac Apacheta），是秘魯的山峰，位於該國南部阿雷基帕大區，由尤拉區和萬卡區負責管轄，屬於安地斯山脈的一部分，海拔高度4,200米。